# Leskia macilenta
Leskia macilenta là một loài ruồi trong họ Tachinidae.